# Inaros Ier
Inaros Ier d'Athribis est un dirigeant (un prince voire peut-être un roi) de l'un des nombreux territoires de la Basse-Égypte, en l'occurrence Athribis, qui se rebelle contre les Assyriens pendant leur brève occupation de l'Égypte. Sa lutte contre les Assyriens a donné lieu à tout un cycle d'histoires, connues sous le nom de Cycle d'Inarôs, dont les plus récentes datent du IIe siècle, soit environ sept cent cinquante ans après sa mort.

## Biographie
On sait peu de choses sur les événements historiques qui ont entouré sa rébellion, si ce n'est qu'il est issu d'une famille importante. Il est le fils du prince Bakennefy d'Athribis, mentionné dans les annales du roi assyrien Assurbanipal, et son grand-père est le prince Padiaset d'Athribis, mentionné sur la stèle des victoires de Piânkhy.
Le Cycle d'Inarôs laisse entendre qu'Inarôs et le roi de Saïs Nékao Ier ont été mêlés lors d'une bataille de 674 AEC opposant les Assyriens menés par Assarhaddon aux Napatéens de Taharqa. Lors de cette bataille, il est possible qu'Inarôs ait joué un grand rôle, ce qui lui aurait permis d'acquérir un profil de héros national.
En 667/666 AEC, Assurbanipal envahit l'Égypte et déporte à Ninive plusieurs dirigeants de Basse-Égypte, dont semble-t-il le père d'Inarôs, Bakennefy, qui y est exécuté. C'est peut-être à ce moment-là qu'il commence à diriger son territoire d'Athribis.
Strabon indique que Psammétique Ier, alors simple roi de Saïs, a vaincu un certain Inarôs qui était probablement le prince d'Athribis Inarôs Ier avec l'aide de mercenaires milésiens. Toujours est-il qu'en l'an 8 de son règne (soit vers 657 AEC), Psammétique est maître de la Basse-Égypte.

## Le cycle d'Inarôs
Les principales œuvres identifiées sont Le combat d'Inarôs contre le Griffon, l'Épopée d'Inarôs contre les Assyriens, le Conte de Bès (qui se déroule pendant la vie d'Inarôs) et, pour celles se passant après la mort du héros, la Guerre pour la cuirasse, la Guerre pour la prébende d'Amon, Le roi Ounamon et le royaume de Lihyan et La compétition pour le diadème et la lance d'Inarôs.
Inaros Ier est souvent confondu dans la littérature ancienne et moderne avec son homonyme Inaros II, qui se rebelle contre les Perses environ deux cents ans plus tard.